# Novovoroněžská jaderná elektrárna
Novovoroněžská jaderná elektrárna leží nedaleko města Novovoroněž v centrálním Rusku. Její výstavba začala v roce 1957 a v roce 1964 začala dodávat energii do sítě. Elektrárna je vybavena ověřovacími prototypy několika sérií reaktorů VVER, k jejichž vývoji sloužila.
V současné době má dva aktivní a tři již odstavené reaktory. Elektrárnu provozuje ruská společnost Rosenergoatom, součást Rosatomu. K chlazení bloků se používá voda z řeky Don.

## Historie a technické informace

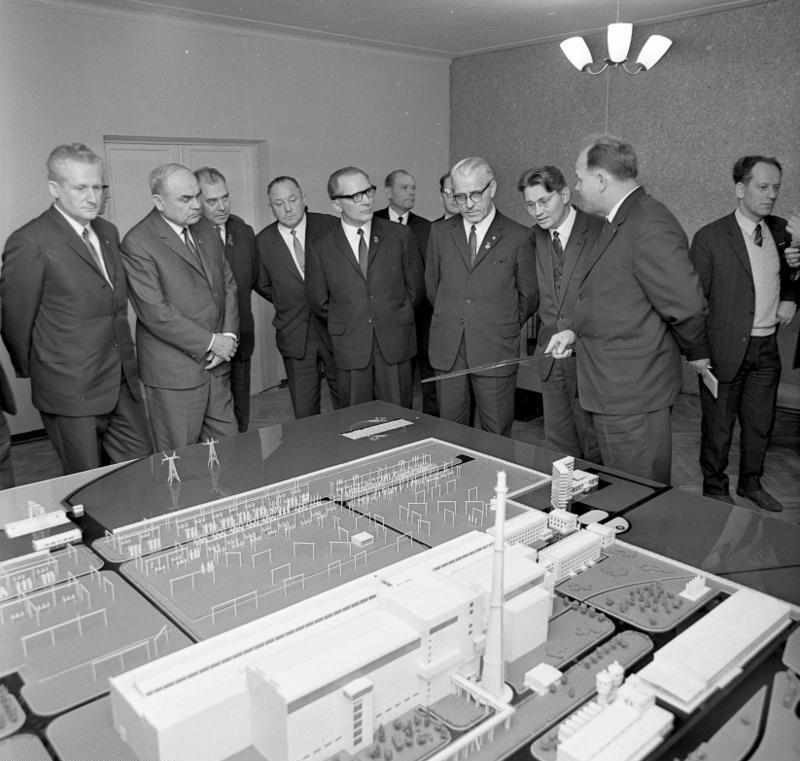
Východoněmecká delegace si prohlíží model bloků 1 a 2

Elektrárna má výjimečnou pozici v ruské energetice, protože začala být stavěna jako první jaderná elektrárna většího výkonu v Rusku a protože sloužila k ověření reaktorů technologie VVER různých generací. Nejprve zde byly postaveny bloky VVER-210 a VVER-365, které byly předchůdci standardizovaných bloků. V letech 1967 až 1972 probíhala výstavba prototypového dvojbloku VVER-440 V179 (pro komerční použití a další výstavbu byla určena až další verze V230, později i V213). Tyto bloky mají pro případ havárie spojené s únikem chladiva hermetické boxy, ve kterých je uzavřen primární okruh. V roce 1980 se elektrárna dočkala i prototypového bloku VVER-1000 V187 (opět šlo o prototyp standardizovaného bloku V320, který na konci 80. let 20. století dosáhl širokého uplatnění). Bloky VVER-1000 už mají jednovrstvý plnotlaký kontejnment, který se na dlouhé roky stal standardní ochrannou obálkou jaderných bloků. 

### Novovoroněžská jaderná elektrárna II
V roce 2008 zde začala výstavba dvou bloků VVER-1200 V392M, které jsou určeny pro země v severní Africe, na Blízkém východě a v Asii (pro evropské země je určena verze V491, která byla postavena v Leningradské jaderné elektrárně). Někdy bývají tyto bloky označovány také jako 1. a 2. blok jaderné elektrárny Novovoroněžská II.
Nejvýraznějšími rozdíly, které nejnovější dvojici bloků odlišují od předcházejících, je dvojitý kontejnment a pasivní bezpečnostní systémy. Mezi ně patří například systém pasivního odvodu tepla (SPOT), který má tepelné výměníky umístěné na střeše reaktorové budovy. Dále má elektrárna projektovou dobu provozu 60 let s možností prodloužení o dalších 20 let. Výstavba se neobešla bez důležitých dodávek evropských firem, například část řídicích systémů dodala francouzská Areva, transformátory německý Siemens a chladicí věže postavily ruské firmy podle německé licence. Zakázky realizovaly i české firmy: Průmyslové armatury za více než 600 milionů korun dodaly společnosti Arako, Armatury Group a MSA a výrobce čerpací techniky Sigma dodala čerpadla v hodnotě přes 450 milionů korun.
Šestý blok elektrárny byl spuštěn jako první blok generace III+ na světě. K této generaci je přiřazován především z toho důvodu, že má oproti stávající generaci jaderných elektráren zvýšenou úroveň bezpečnosti a má bezpečnostní systémy, které předcházejí opakování havárie ve stylu Černobylu nebo Fukušimy, ale důležité jsou i zlepšené ekonomické a provozní parametry bloku.
V budoucnu je zde plánována výstavba další dvojice nových bloků VVER-1200.

### Modernizace a prodlužování provozu

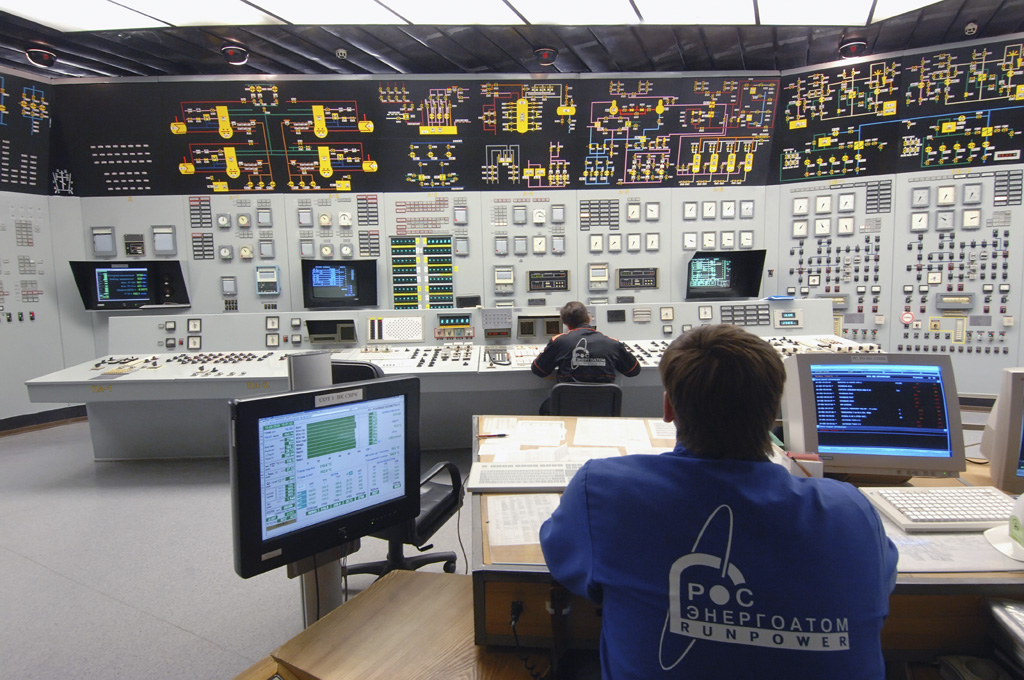
Velín třetího bloku jaderné elektrárny

Nejstarší bloky Novovoroněžské elektrárny se postupně zastavují a bloky budou vyřazovány z provozu. První a druhý blok ukončily výrobu elektřiny na přelomu 80. a 90. let minulého století a analýza zařízení a použitých materiálů přinesla důležité poznatky o životnosti těchto zařízení. Ty byly později použity při prodlužování provozu dalších bloků VVER.
Zbývající bloky v Novovoroněži procházejí běžnou údržbou i velkými modernizacemi, díky kterým bylo možné prodloužit jejich provozní povolení. Reaktor třetího bloku byl v roce 1987 vyžíhán jako první reaktor VVER-440, čímž byla prodloužena jeho doba provozu. V pozdějších letech byla vyžíhána i tlaková nádoba čtvrtého bloku, a to dokonce dvakrát. Díky tomu a díky použití dílů ze třetího bloku může být čtvrtý blok v provozu celkem 60 let.

### Žíhání reaktorové nádoby
Ocel, ze které je vyrobena tlaková nádoba reaktoru, během provozu degraduje teplotním a radiačním namáháním. Kvůli změnám teploty a působení neutronů, které vylétávají z aktivní zóny, se v materiálu hromadí deformace krystalové mřížky a roste tak její křehkost. Během provozu se sleduje stav oceli pomocí svědečných vzorků, které jsou během provozu umístěny v reaktorové nádobě a v pravidelných intervalech jsou odebírány a procházejí laboratorní kontrolou. Pokud houževnatost reaktoru klesne pod stanovenou mez, je možné ho vyžíhat a tím mu vrátit z velké části původní vlastnosti.
Žíhání probíhá za pomoci speciálního zařízení, které ohřeje tlakovou nádobu reaktoru na 475 °C a při této teplotě ji udržuje po 150 hodin. Nádoba potom pozvolna chladne. Během tohoto procesu se odstraňují deformace a ocel ztrácí křehkost a získává houževnatost. Zjednodušeně řečeno jde o opačný proces ke kalení například čepele nože. Zahřátím a prudkým zchlazením ocel získává pevnost, ale zároveň křehkost.
Velké modernizace pátého bloku elektrárny začaly v roce 2009, kdy se přiblížil konec jeho provozního povolení. Práce na první modernizaci trvaly 12 měsíců a zahrnovaly výměnu řídicích systémů a zhruba 80 % elektrických instalací a také doplnění nových bezpečnostních systémů. V roce 2011 blok získal pětileté prodloužení provozního povolení a po další modernizaci v roce 2015 byl provoz prodloužen o dalších 10 let. Rosatom počítá s provozem tohoto bloku do roku 2035.

## Informace o reaktorech
| Reaktor       | Typ reaktoru  | Výkon  | Výkon   | Zahájení výstavby | Připojení k síti | Uvedení do provozu | Uzavření     |
| Reaktor       | Typ reaktoru  | Čistý  | Hrubý   | Zahájení výstavby | Připojení k síti | Uvedení do provozu | Uzavření     |
| ------------- | ------------- | ------ | ------- | ----------------- | ---------------- | ------------------ | ------------ |
| Novovoroněž-1 | VVER-210      | 197 MW | 210 MW  | 1. 7. 1957        | 30. 9. 1964      | 31. 12. 1964       | 16. 2. 1988  |
| Novovoroněž-2 | VVER-365      | 336 MW | 365 MW  | 1. 6. 1964        | 27. 12. 1969     | 14. 4. 1970        | 29. 8. 1990  |
| Novovoroněž-3 | VVER-440/179  | 385 MW | 417 MW  | 1. 7. 1967        | 27. 12. 1971     | 29. 6. 1972        | 25. 12. 2016 |
| Novovoroněž-4 | VVER-440/179  | 385 MW | 417 MW  | 1. 7. 1967        | 28. 12. 1972     | 24. 3. 1973        |              |
| Novovoroněž-5 | VVER-1000/187 | 950 MW | 1000 MW | 1. 3. 1974        | 31. 05. 1980     | 20. 2. 1981        |              |